# Take It Home
Take It Home è un album discografico in studio dell'artista blues B.B. King, pubblicato nel 1979.

## Tracce
1. Better Not Look Down (Will Jennings, Joe Sample) – 3:22
2. Same Old Story (Same Old Song) (Jennings, Sample) – 4:32
3. Happy Birthday Blues (Jennings, Sample) – 3:15
4. I've Always Been Lonely (Jennings, Sample) – 5:28
5. Second Hand Woman (Jennings, Sample) – 3:20
6. Tonight I'm Gonna Make You a Star (Jennings, King) – 3:26
7. The Beginning of the End (Jennings, King) – 2:21
8. A Story Everybody Knows (Stix Hooper, Jennings) – 2:47
9. Take It Home (Wilton Felder, Jennings) – 3:07